# Kvarntjärnen (Anundsjö socken, Ångermanland, 705714-157512)
Kvarntjärnen är en sjö i Örnsköldsviks kommun i Ångermanland och ingår i Ångermanälvens huvudavrinningsområde.